# Marlín
Marlín ist ein Ort und eine zentralspanische Gemeinde (municipio) mit 31 Einwohnern (Stand: 2024) in der Provinz Ávila in der Autonomen Region Kastilien-León. 

## Lage
Marlín befindet sich in den nördlichen Ausläufern der Sierra de Gredos gut 13 Kilometer westnordwestlich von Ávila in einer Höhe von 1205 m. Das Klima im Winter ist kühl, im Sommer dagegen trotz der Höhenlage durchaus warm; der Regen (ca. 532 mm/Jahr) fällt – mit Ausnahme der nahezu regenlosen Sommermonate – verteilt übers ganze Jahr.

## Bevölkerungsentwicklung
| Jahr      | 1970 | 1981 | 1991 | 2001 | 2011 | 2021 |
| Einwohner | 164  | 72   | 39   | 38   | 38   | 33   |

## Sehenswürdigkeiten

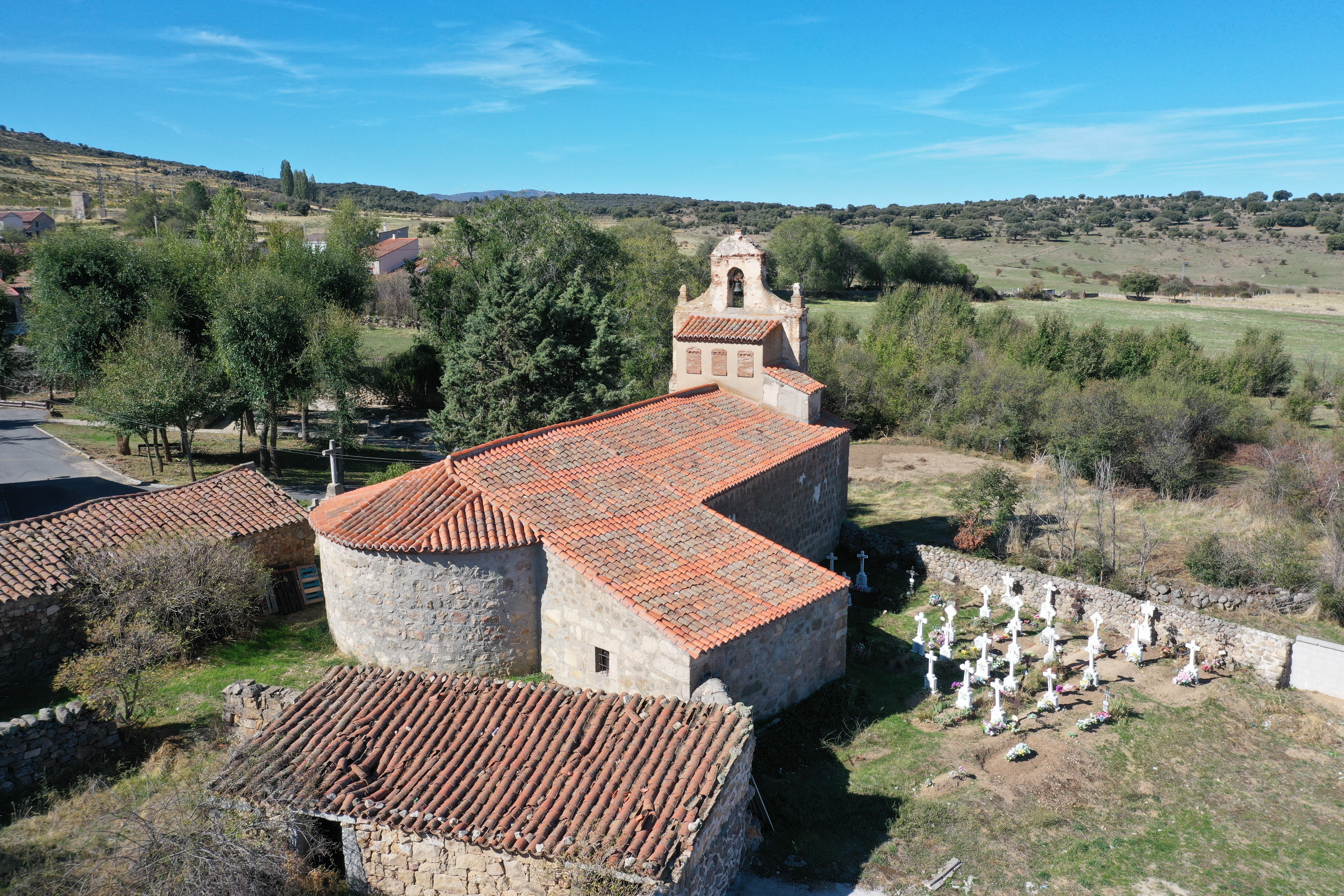
Rochuskirche

- Rochuskirche